# Красногорськ (Сахалінська область)
Красногорськ (рос. Красногорск) — село у Томарінському міському окрузі Сахалінської області Російської Федерації.
Населення становить 2751 особа (2013).

## Історія
З 1905 по 3 вересня 1945 року у складі губернаторства Карафуто Японії, відтак у складі Томарінського міського округу Сахалінської області.

## Населення
| 1897  | 1925  | 1935  | 1941    | 1959  | 1970  | 1979  |
| ----- | ----- | ----- | ------- | ----- | ----- | ----- |
| 15    | ↗1540 | ↗3218 | ↗15 430 | ↘8592 | ↘6969 | ↘5868 |
| 1989  | 2002  | 2010  | 2013    |       |       |       |
| ↘5502 | ↘3611 | ↘2969 | ↘2751   |       |       |       |